# Джерело Кип'яче
Джерело Кип’яче – джерело (купальня), розташоване в урочищі Кип’яче  на правому березі р. Ірша в 5 км на південний захід від смт Чоповичі у Малинському районі Житомирської області. 

## Історія
«Кип’яче» - так місцеві мешканці назвали джерело, що неподалік селища Чоповичі. Вважається, що колись вода у джерелі била з такою силою, що нагадувала кипіння.
За легендою, у 1911 р. у джерелі дивним чином з’явилася  ікона Божої Матері Казанської. Вода з тих пір вважається цілющою. На цьому місці після Першої світової війни було засновано чоловічий монастир. Трагічними для монастиря  стали 20-30 роки ХХ століття, коли монастир було спалено і закрито. Відродження чоловічого монастиря Казанської ікони Божої Матері з джерелом в урочищі Кип’яче почалося в 1991 р. Поруч з джерелом облаштовано озерце-купальню, в яке протягом року охочі здійснюють занурення.

## Характеристика води
Вода має постійну температуру протягом року - близько + 4 °C, взимку замерзає лише, коли морози опускаються нижче - 30°C. Аналізи показали, що вода дуже м’яка. У неї мала мінералізація, вода дуже прісна.

## Літ. джерела
Хільчевський В. К., Ромась М. І. Джерело водне [Архівовано 13 липня 2020 у Wayback Machine.] // Енциклопедія сучасної України / ред. кол.: І. М. Дзюба [та ін.] ; НАН України, НТШ. — К. : Інститут енциклопедичних досліджень НАН України, 2001–2024. — ISBN 966-02-2074-X.